# Marie-Alexandre Duparc
Marie-Alexandre Duparc est un graveur français du XIXe siècle né en 1753 et mort à Paris le 15 février 1827,. S'illustrant particulièrement dans la gravure de paysage et de bâtiments, il a participé à l'ouvrage Voyages pittoresques et romantiques dans l'ancienne France de Charles Nodier, Isidore Taylor, et Alphonse de Cailleux, ainsi qu'à la Collection complète des tableaux historiques de la Révolution Française. S'intéressant à l'exotisme, il a gravé des vues de paysages australiens d'après Charles Alexandre Lesueur.

## Galerie

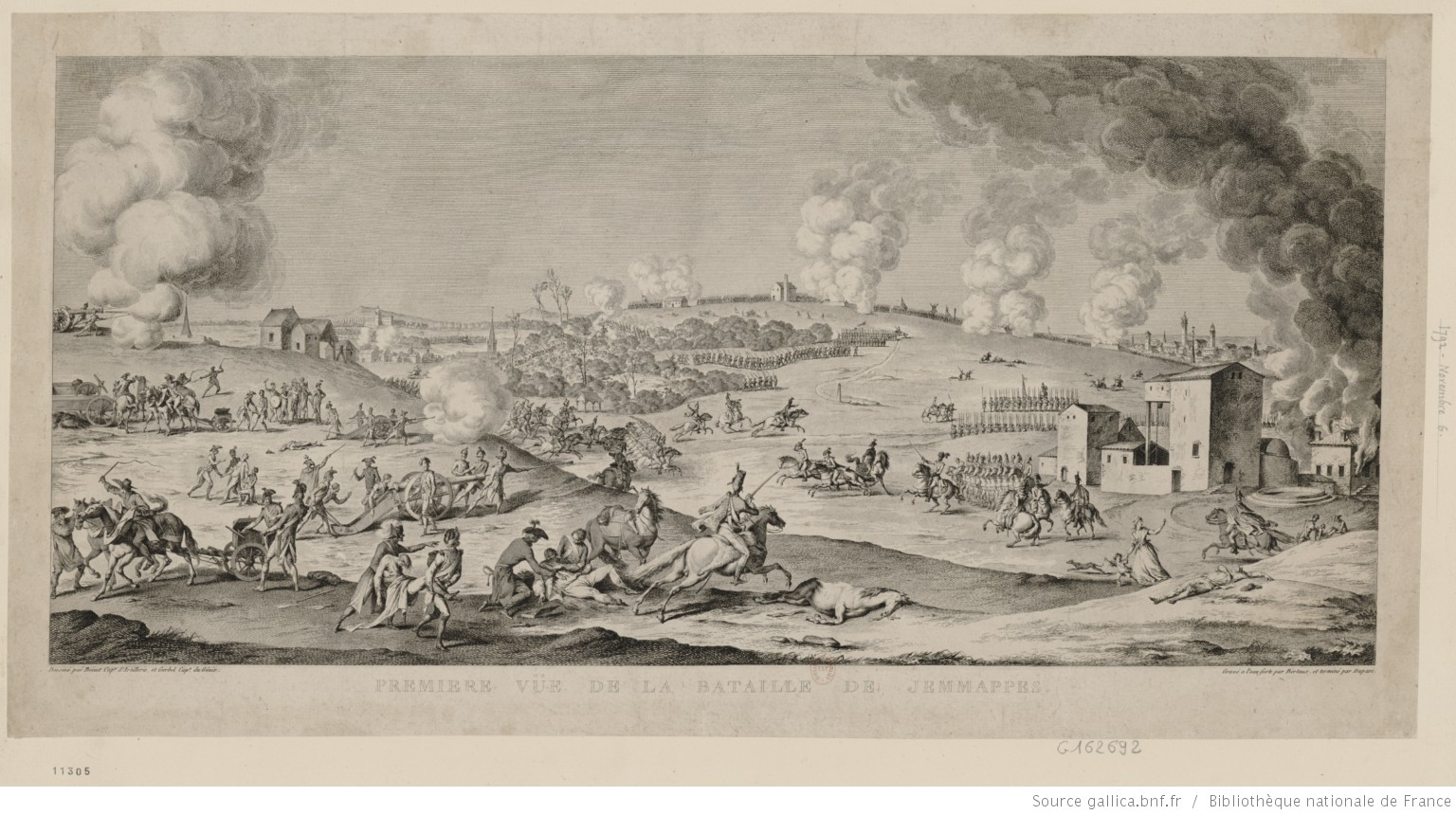
Bataille de Jemappes
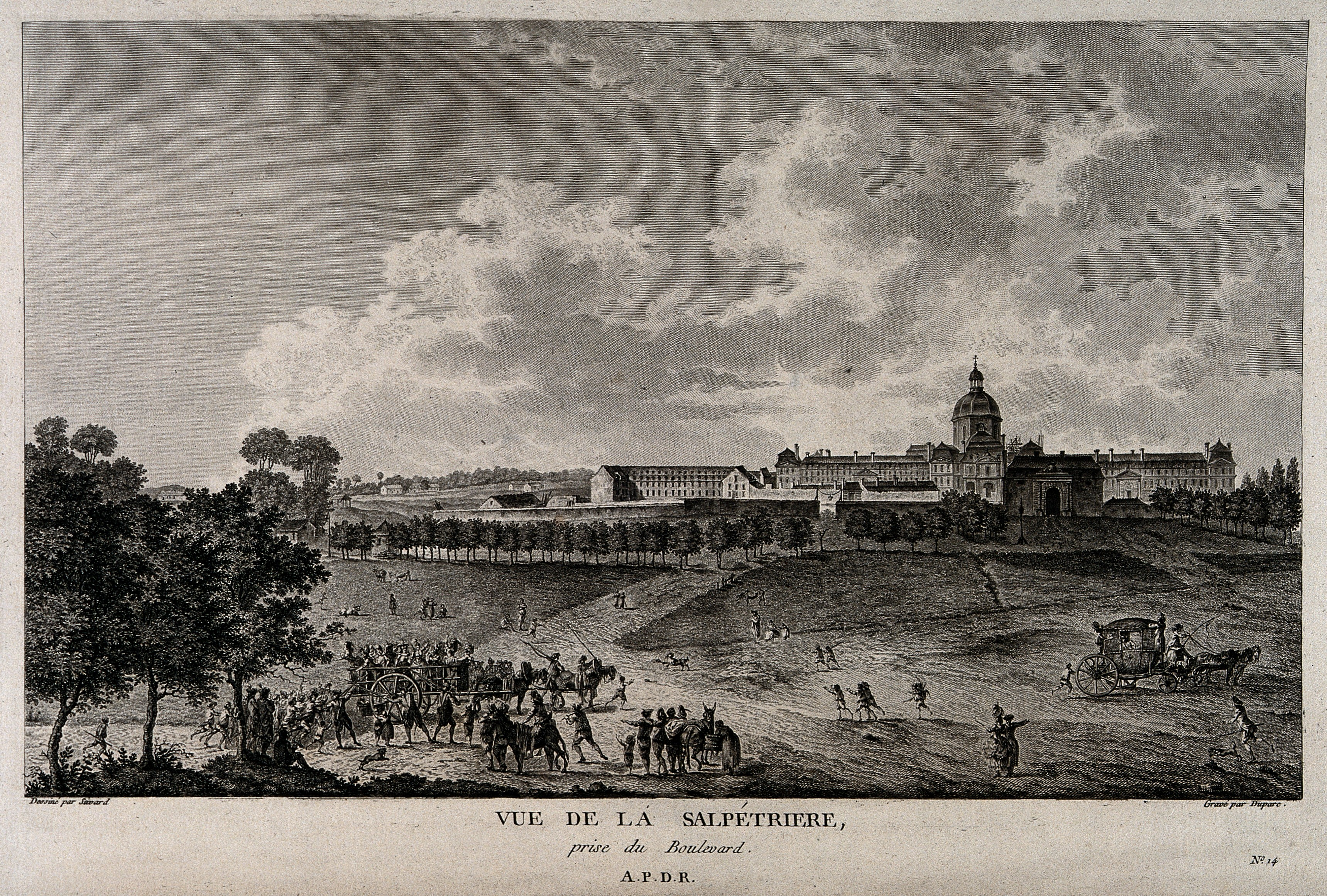
Hôpital de la Salpêtrière
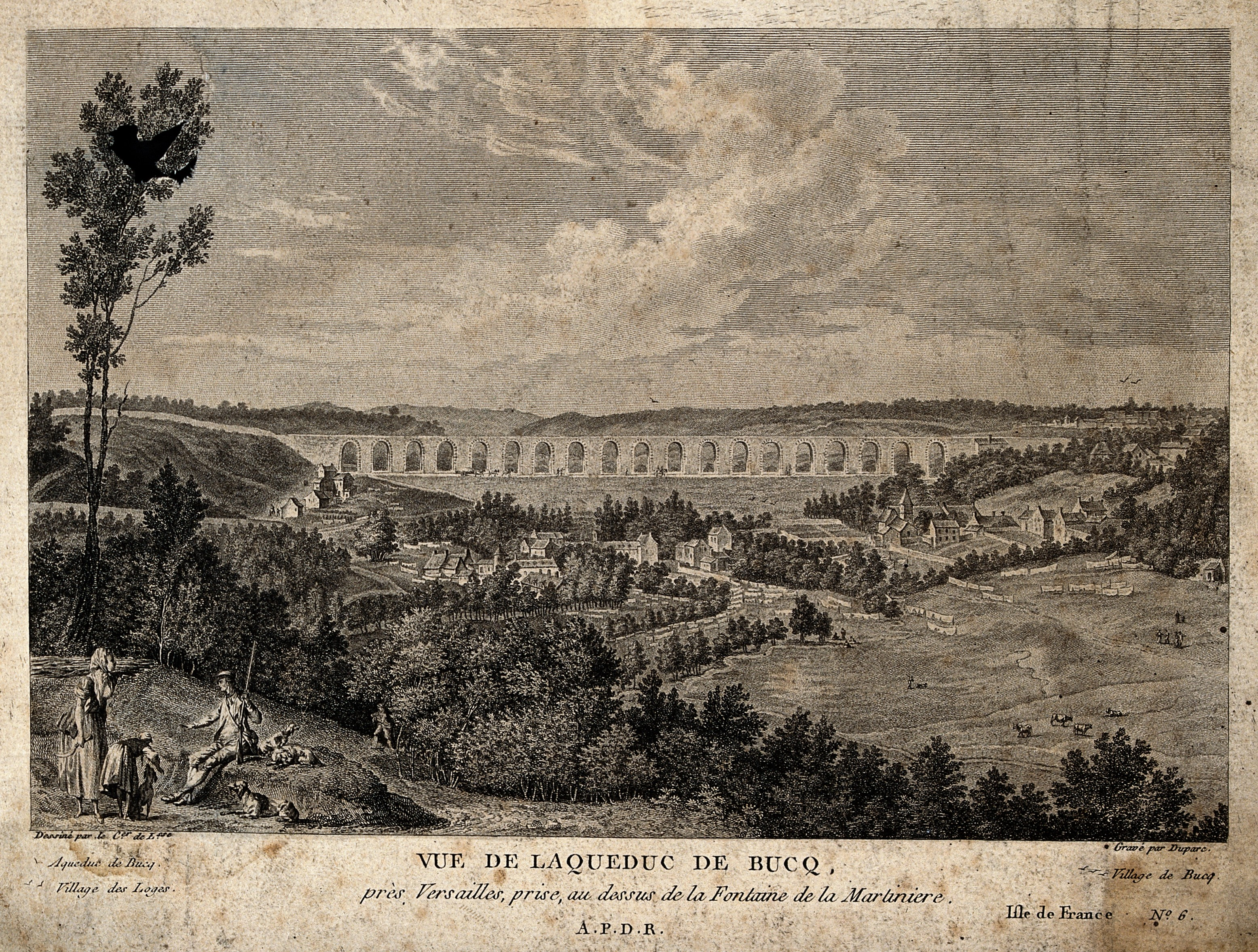
Aqueduc de Buc
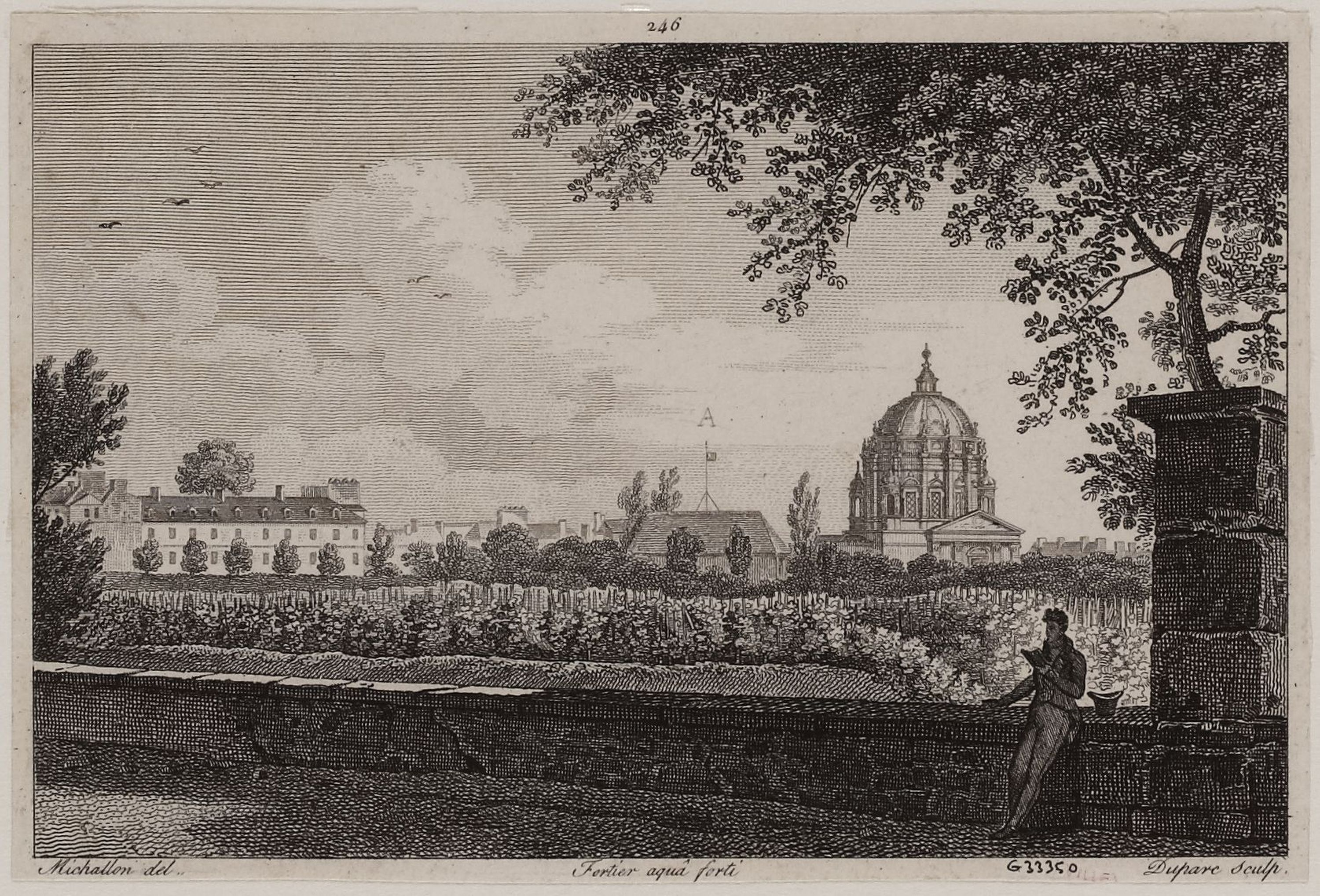
Vue de l'église Notre-Dame du Val-de-Grâce
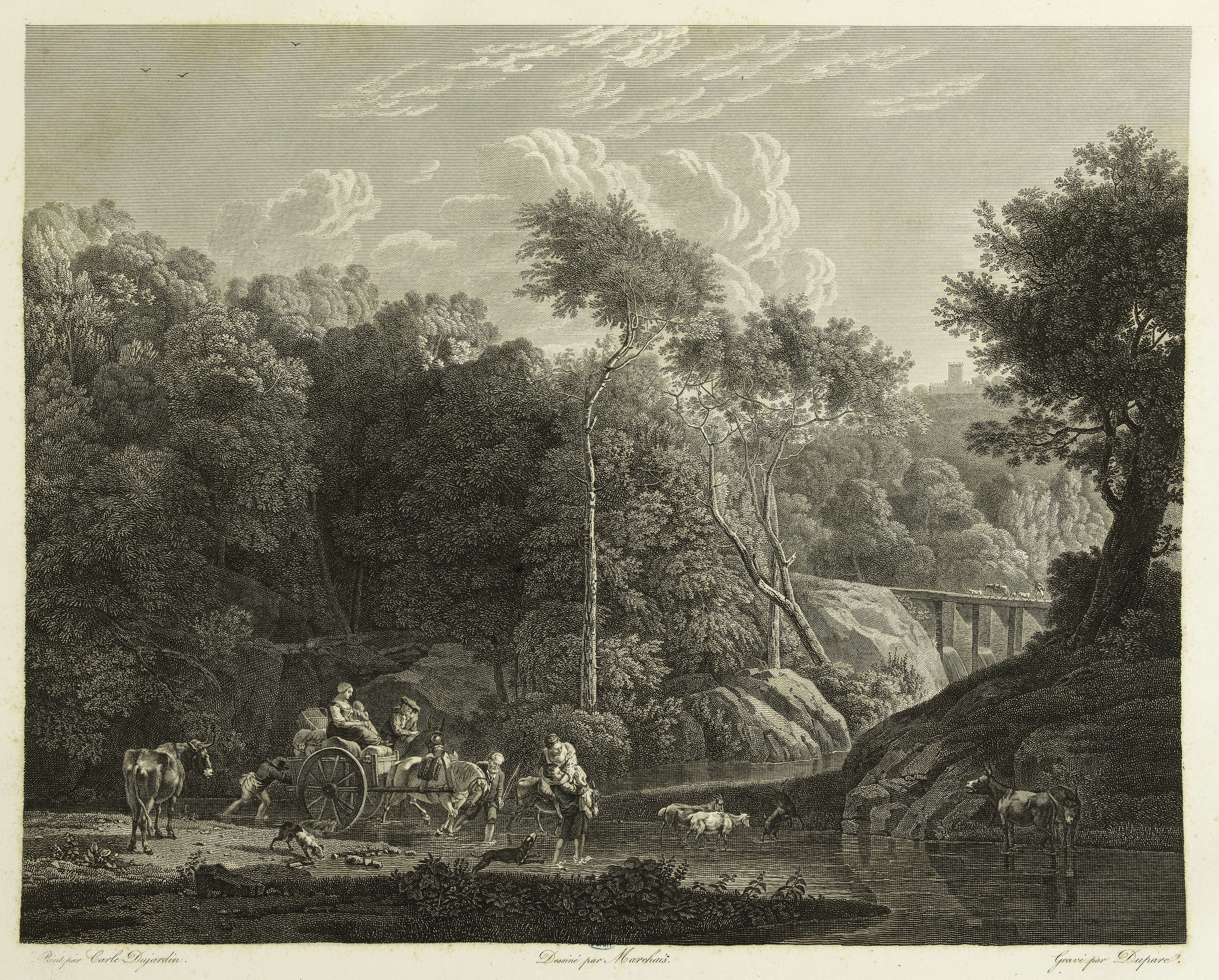
Le passage du gué d'après Karel Dujardin
La fontaine orientale de Vevey